# Gripau trist
El gripau trist (Atelopus nanay) és una espècie d'amfibi que viu a l'Equador. Està amenaçada d'extinció per la pèrdua del seu hàbitat natural.
El seu nom específic, nanay, significa 'tristesa' en quítxua.